# Bahía de Jacquinot
La bahía de Jacquinot, conocida como Jacquinot Bay, es una bahía en la provincia de Nueva Bretaña del Oeste, en Nueva Bretaña. Está cerca de una montaña donde veintiocho personas fallecieron en un accidente aéreo producido en noviembre de 1945. En la punta oeste se sitúa Gasmata, en el este, Wide Bay, y más al norte, Open Bay. Después de la Segunda Guerra Mundial, el gobierno australiano promovió una plantación de palmeras conocida como la Plantación de Palmalmal (Pal Mal Mal). El área también contó con la presencia de una misión católica, a cargo de Edward Charles Harris.

## Segunda Guerra Mundial
El 10 de abril de 1942, 156 soldados australianos y civiles se reunieron en Pal Mal Mal después de huir de la ciudad de Rabaul. Fueron rescatados por el MV Laurabada, que los transportó hasta Puerto Moresby. Después, el puerto fue tomado por las fuerzas japonesas, que contaron con el dominio de la zona hasta su liberación el 4 de noviembre de 1944. El ejército australiano construyó el aeródromo de la bahía de Jacquinot en 1945.